# 王立化学会
王立化学会（おうりつかがくかい、英: Royal Society of Chemistry、略称: RSC）は、化学の推進を目的としたイギリスの学術機関（専門機関）である。1980年に、イギリス王室の新しい勅許により、化学会 (Chemical Society)(英語版)、王立化学協会 (Royal Institute of Chemistry)(英語版)、ファラデー協会 (Faraday Society)(英語版)、および分析化学会 (Society for Analytical Chemistry)(英語版)が合併し、学術機関および専門機関という2つの役割を持って設立された。設立時の会員数は国内3万4千人、国外8千人であった。

## 概要

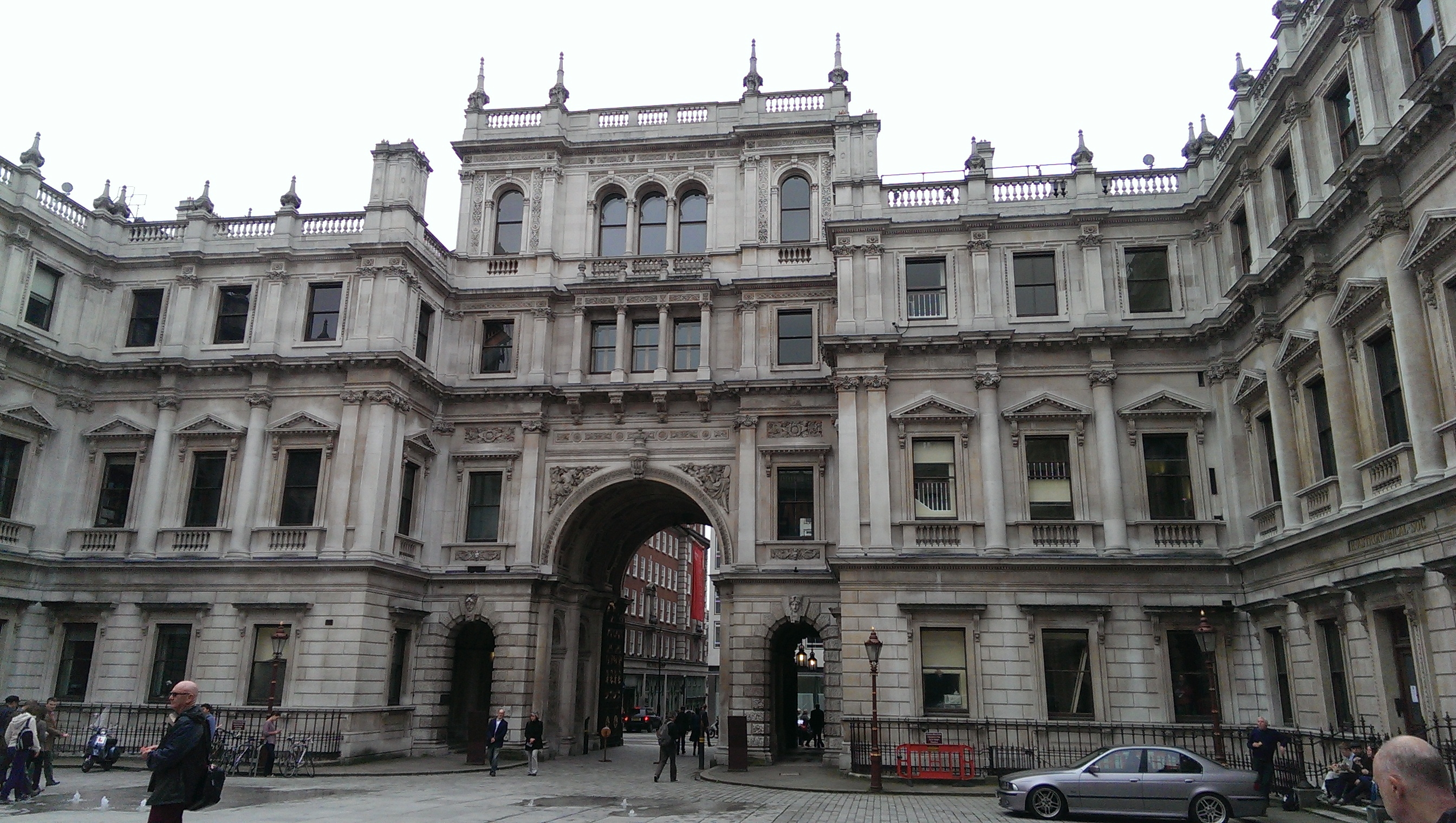
バーリントンハウス 2013

本部はロンドン、ピカデリーのバーリントンハウスにある。ケンブリッジのトーマス・グレアムハウス（化学会の初代会長であるトーマス・グレアムにちなんで名づけられた）にもオフィスがあり、そこでは出版事業を行っている。その他、アメリカ合衆国、フィラデルフィアのユニバーシティー・シティー・サイエンス・センター (University City Science Center)(英語版)、中国の北京と上海、インドのバンガロールにもオフィスがある。
国内外とも対象地域と地理的区分に基づいて9つの部門で構成されており、イギリスとアイルランドを取り扱っている35の地域支部がある。イギリス連邦の国々やその他の多くの国々では、それぞれ地域の代表がおり、活動している。

王立化学会は研究を行い、雑誌や書籍、データベースを出版するとともに、会議、セミナー、ワークショップを開催している。
また、王立化学会はイギリスの化学のための専門機関であり、チャータード・ケミスト（Chartered Chemist、公認化学者、CChem）(英語版)の資格を授与することができる。また、サイエンス・カウンシル（Science Council、王室公認の学術会議）(英語版) を通じて適切な有資格者に対し、チャータード・サイエンティスト (Chartered Scientist、公認科学者、CSci)(英語版)、レジスタード・サイエンティスト (Registered Scientist、登録科学者、RSci)、およびレジスタード・サイエンス・テクニシャン (Registered Science Technician、登録科学技術者、RScTech) の称号の授与を行う。
「FRSC」は会のフェローの中から、化学や生物化学など他の分野への顕著な貢献があったグループに対して授与される。会のフェローの名前は毎年タイムズ誌で公表される。アナラリー・フェローシップ・オブ・ザ・ソサイアティー (Honorary Fellowship of the Society、名誉フェロー、HonFRSC)(英語版) の称号は、化学分野で特に際立った貢献をした者に対し授与される。
王立化学会は主に化学領域をカバーする大規模なライブラリーを備えている。これはバーリントンハウスの化学センターにあり、会員はオンラインでアクセスすることができ、また一般にも公開されている。

## 会員
会員の階級とそのポスト・ノミナル・レターズは以下の通りである。
- ZenaAffiliate（ポスト・ノミナル・レターズなし）- 学生と、化学に関与しているが下記のグレードの要件を満たしていない者のためのグレードである。
- AMRSC、Associate Member, Royal Society of Chemistry - 化学分野の卒業生あるいは同等の者に対して授与される。
- MRSC、Member, Royal Society of Chemistry - 専門的な活動を通じて核となる技術を習得した、最低3年間の経験を持つ卒業生に対して授与される。
- FRSC、Fellow of the Royal Society of Chemistry - 化学への顕著な貢献をした者に対して「フェロー」の称号が授与される。 
  - HonFRSC、Honorary Fellow of the Society - 化学分野で特に顕著な貢献をした者に対して授与される[5]。
- CChem、Chartered Chemist - 候補者は MRSC または FRSC であることが必要で、特定の専門的属性が開発されたことを証明し、化学的な知識や技術を必要とする仕事をしていなければならない。
- CSci、Chartered Scientist - 王立化学会はサイエンス・カウンシル (Science Council、王室公認の学術会議)(英語版)から、チャータード・サイエンティスト (Chartered Scientist、公認科学者)(英語版) 登録の許可を得ている。
- EurChem、European Chemist -  王立化学会は欧州諸共同体化学学術会議 (European Communities Chemistry Council、ECCC) のメンバーであり、「CChem」に対してこの称号を授与することができる。
- MChemA、Mastership in Chemical Analysis - 王立化学会はパブリック・アナリスト (Public Analyst、イギリスとアイルランドにおいて、法律に準拠したテストに基づき、食品の安全性と正確性を確保することを職務とする科学者) としての実習のためのイギリスの法定資格としてこの称号を大学院生に対して授与する[6]。
- GRSC、Graduate of the Royal Society of Chemistry - 化学の学位に相当するものとして1981年から1995年まで授与された。これは王立化学協会 (Royal Institute of Chemistry)(英語版) が授与していた「GRIC」の後を継いだものである。

## 出版事業

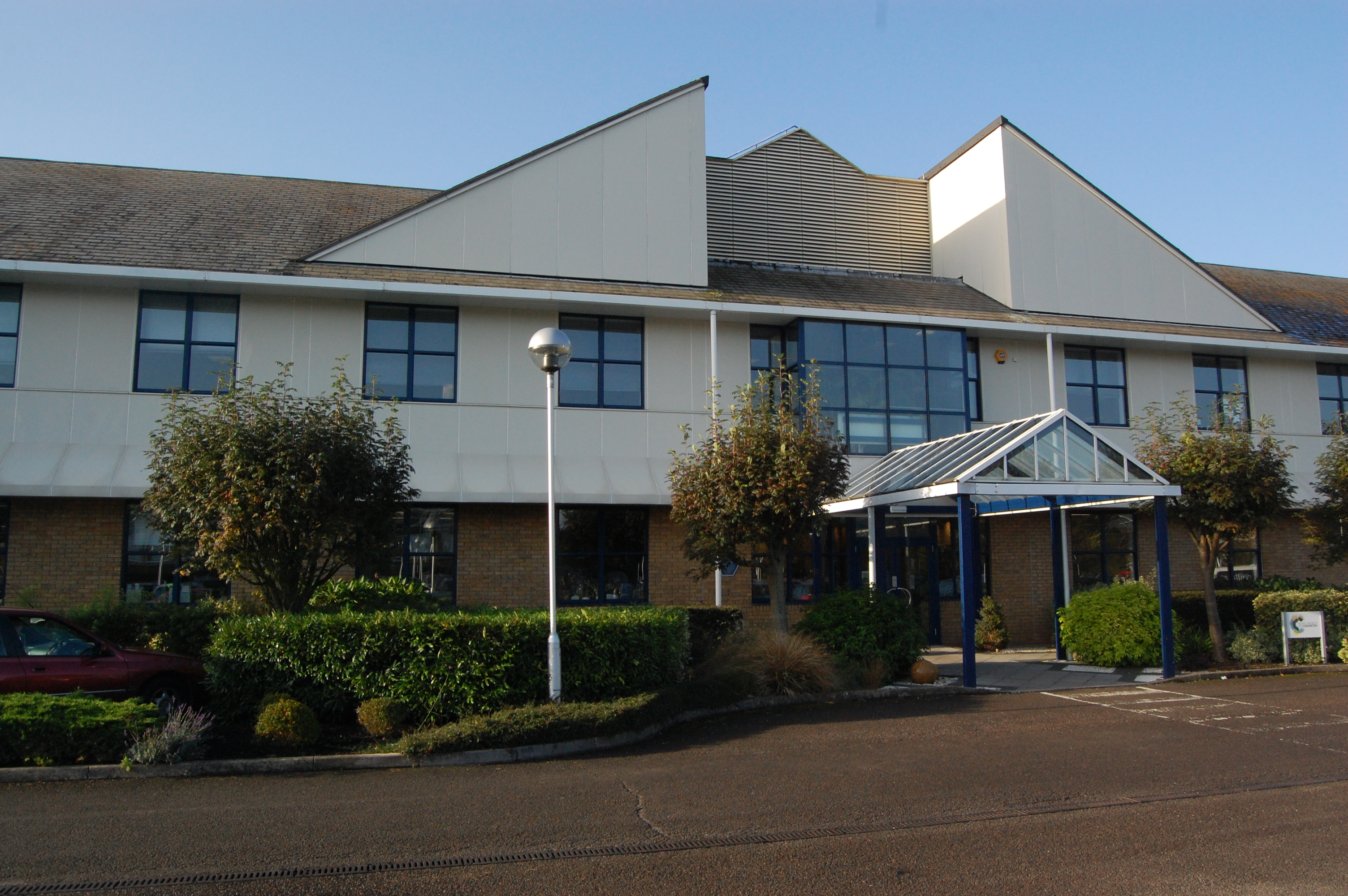
トーマス・グレアムハウス　出版事業を行っている。

王立化学会は非営利の出版事業を行っている。この事業で得られた剰余金は、化学の推進を目的とした支援のために投資されている。
主力雑誌である「Chemical Communications」、「Chemical Science」および、「Chemical Society Reviews」などの学術雑誌に加えて、下記の通りの出版を行っている。
- 「Education in Chemistry」 - 教師向けの雑誌
- 「Chemistry Education Research and Practice」 - 化学教育者向けの無料オンライン雑誌
- 「Chemistry World」 - 全ての会員に毎月送付される一般化学雑誌
- 化学全体の専門参考書[7]
- E.W.アベル (E.W.ABEL) 編集による全23巻の「Tutorial Chemistry Texts」シリーズ、L.E.スマート (L.E.Smart) 編集による全8巻の「Molecular World」などの学生向け書籍
- ファラデー協会 (Faraday Society)(英語版) の歴史など化学の歴史に関する書籍

## 表彰
王立化学会は化学分野での功績に対し、毎年様々な賞を授与している
。
- センテナリー賞 - 王立化学会の創立百周年を記念して創設された。
- コーディー・モーガン賞 - ギルバート・モーガン候 (Sir Gilbert Morgan) とその妻メリー・ルイス・コーディー (Mary-Louise Corday) を記念して創設された。
- バーク・リバーシッジ賞 - 2021年に、「バーク賞」（Bourke Award）と「リバーシッジ賞」（Liversidge Award）を併せて始まった。
- ハリソン・メルドラ記念賞 (Harrison-Meldola Memorial Prizes)(英語版) - 2008年に「メルドラメダル賞」(Meldola Medal and Prize)(英語版) と「エドワード・ハリソン記念賞」(Edward Harrison Memorial Prize)(英語版) を併せて始まったもので、ラファエル・メルドラ (Raphael Meldola、1849-1915)(英語版) とエドワード・ハリソン (Edward Harrison、1869–1918)(英語版)を記念して創設されたものである。35歳以下の化学者による最も称賛に値し将来有望であると考えられる独自の調査に対して授与される[9]。

## 慈善事業
王立化学会は基金により金融支援やボランティアの支援、助言や指導を通じて会員やその家族の困難な時期の支援を行っている。この制度のスタートは第一次世界大戦で亡くなったメンバーに対する化学協会 (Institute of Chemistry)（後の王立化学協会）の支援体制が確立した1920年にさかのぼる。

## 紋章
王立化学会は独自の紋章を持っている。2種類の紋章があり、一つはライオンとユニコーンが描かれており、ラテン語の標題「Pro scientia et humanitate」（知識のために、人類の利益のために）が記されている。もう一つは簡易版で王立化学協会の紋章と同様、中央に盾だけを配したものである。

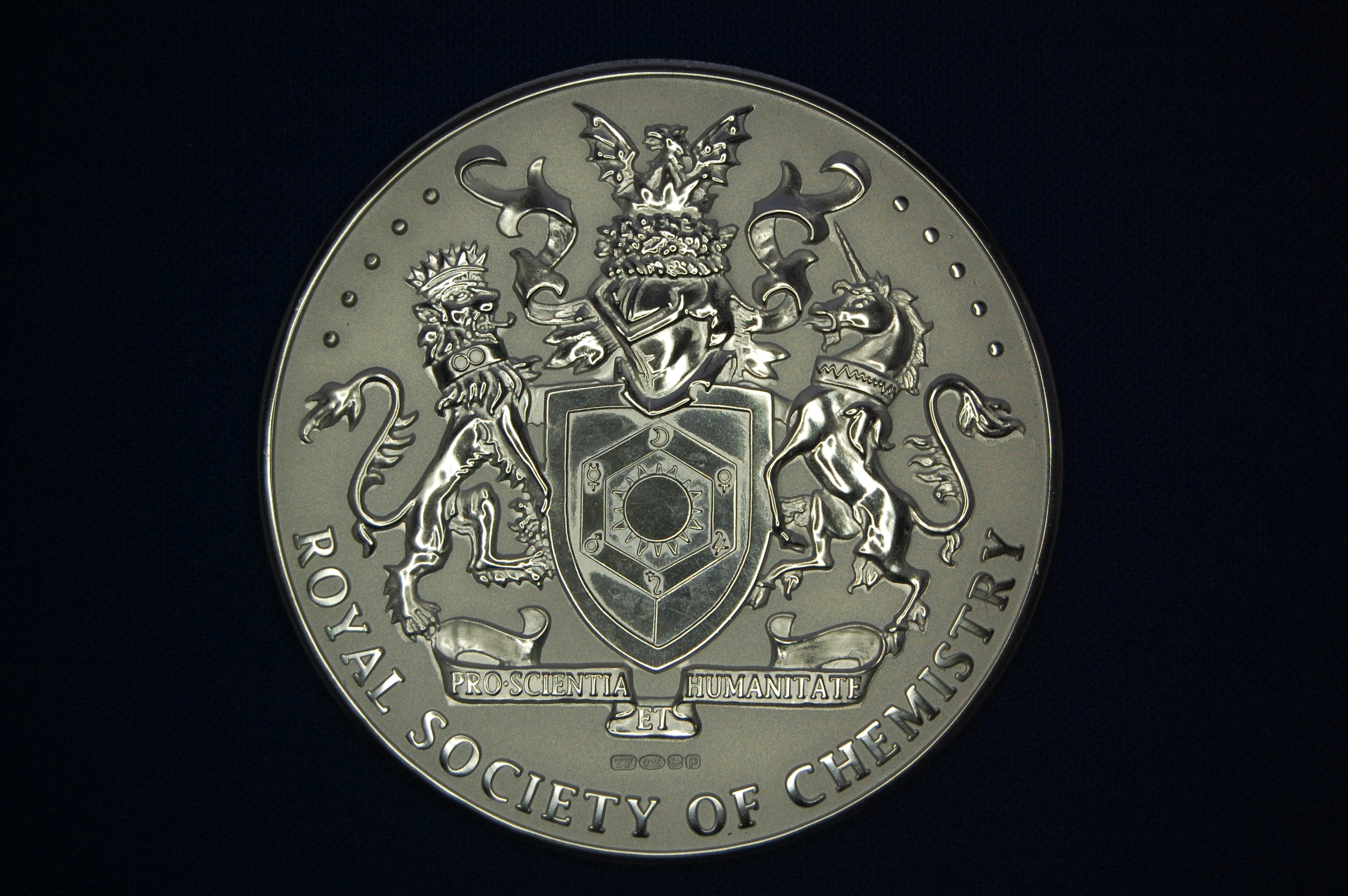
ロバート・ボイル賞メダルに記された紋章
簡易版

## 会長

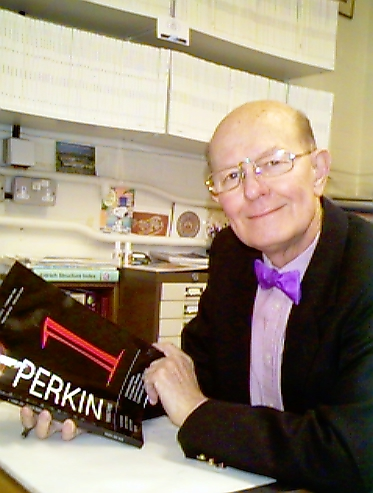
チャールズ・リース
在任1992-1994

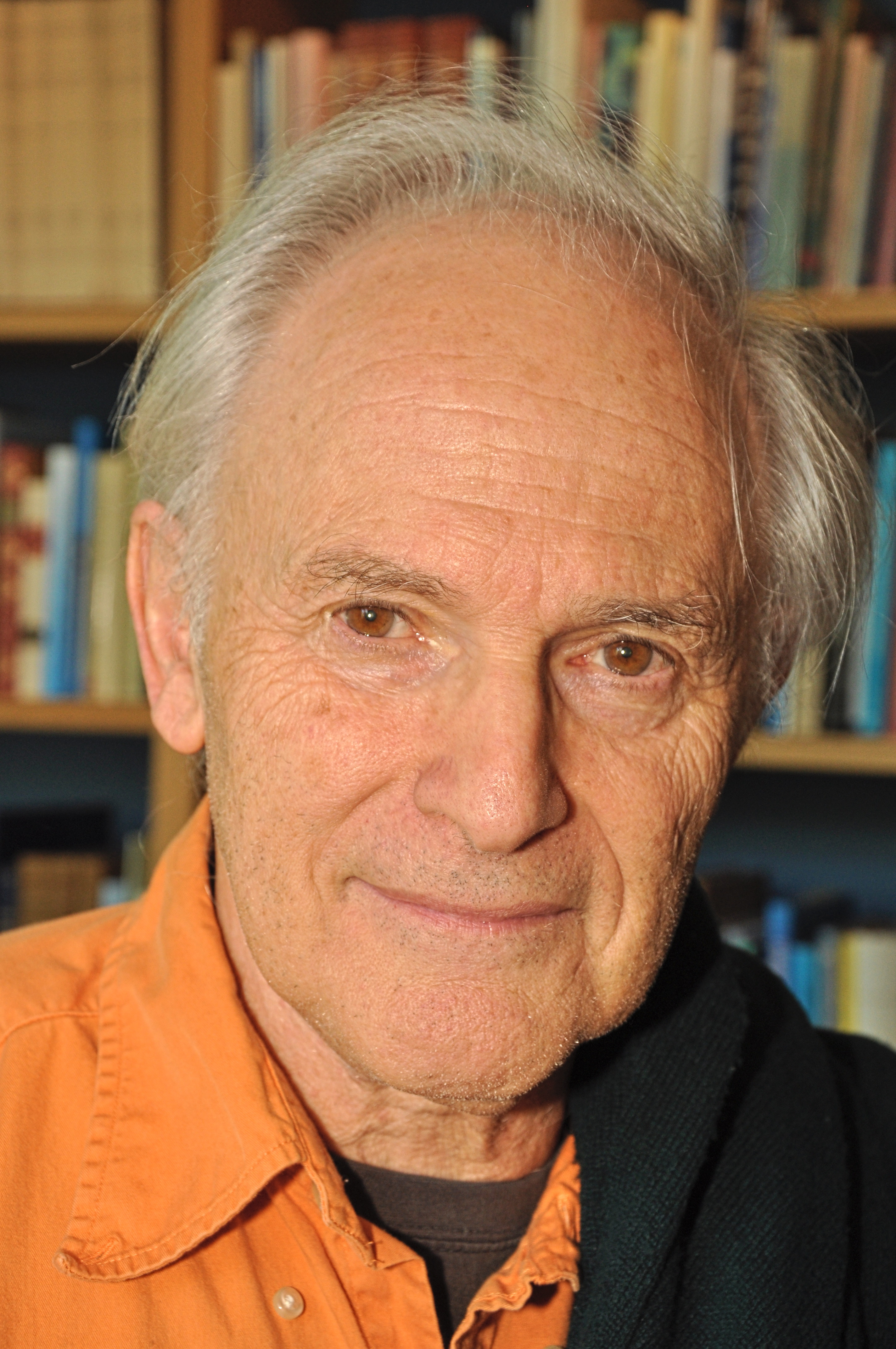
ハロルド・クロトー
在任2002-2004

会長は隔年で選出される。会長はジョゼフ・プリーストリー（Joseph Priestley、1733-1804、イギリスの自然哲学者）の立ち姿が描かれて中央に六角形の宝石があしらわれた記章を身につけている。
- 1980-1982   Sir Ewart Ray Herbert Jones (1911-2002)
- 1982-1984   Sir John Ivan George Cadogan (1930-)
- 1984-1986   Richard Oswald Chandler Norman (1932-1993)[11]
- 1986-1988   Sir Jack Lewis (1928-2014)
- 1988-1990   John Mason Ward (-2014)
- 1990-1992   Sir Rex Edward Richards (1922- )
- 1992-1994   Charles Wayne Rees (1927-2006)[12]
- 1994-1996   John Howard Purnell (1925-1996)[13]
- 1996-1998   Edward William Abel (1931-)
- 1998-2000   Anthony Ledwith (1933-)[14]
- 2000-2002   スティーヴン・V・レイ(Steven Victor Ley, 1945-)
- 2002-2004   ハロルド・クロトー (Sir Harold Kroto, ノーベル化学賞受賞者、1939-)
- 2004-2006   Simon Campbell (1941-)[15]
- 2006-2008   James Feast (1938-)
- 2008-2010   David Garner (1941-)
- 2010-2012   David Phillips (1939-)
- 2012-2014   Lesley Yellowlees (1953-、最初の女性会長) [16]
- 2014 – 2016: Dominic Tildesley (1952–)
- 2016 – 2018: Sir John Holman (1946–)
- 2018 – 2020: キャロル・ロビンソン (1956–)
- 2020 – 2022: Tom Welton (1964–)